# Coenagrion ponticum
Coenagrion ponticum – gatunek ważki z rodziny łątkowatych (Coenagrionidae).